# Foetidia rodriguesiana
Foetidia rodriguesiana är en tvåhjärtbladig växtart som beskrevs av Francis Friedmann. Foetidia rodriguesiana ingår i släktet Foetidia och familjen Lecythidaceae.
Artens utbredningsområde är Rodrigues. Inga underarter finns listade i Catalogue of Life.